# Los Sonor
Los Sonor fue un grupo español de rock y música pop de la década de 1960.

## Trayectoria
Se trata de uno de los primeros exponentes de un género - el pop - aún muy lejano de estar asentado en la España de 1960 cuando se formó la banda. Su repertorio contenía adaptaciones tanto de cantantes italianos como de artistas del mercado anglosajón, destacando su versión de Melodía desencadenada, así como sus adaptaciones de The Beatles. Igualmente modernizaron canciones tradicionales españolas como Los cuatro muleros (como ya antes habían hecho Los Pekenikes), El relicario-twist, Campanilleros o Malagueña.
En 1965, Tony Martínez y Manolo Fernández, abandonaron el grupo para formar Los Bravos, junto a Mike Kennedy. Inmediatamente, Carlos Guitart se integraba en Los Flecos, Jorge Matey en Los Pekenikes, José Luis González fundaba Los Pasos y Manolo Díaz iniciaba su carrera en solitario. Todo ello precipitó el final del grupo.